# Herencia (Star Trek: La nueva generación)
"Herencia" es el décimo episodio de la séptima temporada de la serie de televisión Star Trek: La nueva generación.  Fue exhibida por primera vez el 22 de noviembre de 1993.

## Trama
La Enterprise llega a Altrea IV, un planeta con un núcleo fundido que se está solidificando. Esto eventualmente terminará con toda la vida en el planeta si no se hace nada al respecto. Pran y Juliana Tainer, ambos científicos de Altrea, le cuentan acerca del problema a la tripulación de la Enterprise. Geordi y Data sugieren inyectar plasma líquido al núcleo, relicuificando el núcleo por siglos. La Enterprise usará sus fásers para perforar la corteza del planeta, para luego instalar unidades de infusión de plasma justo arriba del núcleo.
La tripulación se dirige a implementar el plan, pero Juliana detiene a Data y le pregunta si la reconoce. Cuando él no lo hace, le confirma a ella que todos sus primeros recuerdos fueron borrados. Ella alega que es la antigua esposa del creador de Data, Noonien Soong. Data no puede encontrar una Juliana Tainer en su memoria. Ella explica que por las protestas de su madre la obligaron a fugarse y casarse. Un klingon y un capitán de un carguero Carvalan fueron sus testigos. Data investiga a la nave que ella alega se encontraban y averigua que ambos eran pasajeros de la nave en cuestión. Geordi convence a Data que confíe en ella, y él se abre a confiar en ella.
Ella le explica a Data que sus primeros recuerdos fueron borrados y que fueron reemplazados por memorias de los colonos de Omicron Theta. Él estaba por ser reactivado cuando la Entidad Cristalina los atacó y se vieron forzados a huir sin él. Cuando ella describe una de las características de Noonien y él concuerda con ella, Juliana se sorprende de que él la conozca. Ella se alegra al saber que Data se encontró con su padre, e igualmente entristecida al enterarse de que fue justo antes de su muerte.
Data queda decepcionado de que Juliana no intentara contactarse con él siendo su madre. La consejera Troi alienta a Data a confrontar a Juliana respecto a ese sentimiento. Data y su madre comienzan a acercarse. Cuando comienzan la infusión de plasma, Juliana le cuenta a Data y Geordi acerca del problema de Data con mantener su ropa puesta, dado que Data no era afectado por el clima, ellos tuvieron que escribir un programa de modestia. Ellos se encuentran con un problema cuando el rayo del fáser choca contra una veta de mineral de magnacita, pero Juliana es capaz de ajustar la frecuencia del rayo, haciendo que el trabajo de perforación se lleve a cabo mucho más rápido de lo que todos pensaban. Ella admite que tuvieron suerte. Mientras esperan que las perforaciones se enfríen, Data lleva a su madre de regreso a su habitación, donde él interpreta una pieza de música que él estará ejecutando en futuro concierto. Ella le ofrece tocar la pieza con él y Data le replica una viola. Ella ve alguna de sus pinturas y él se las muestra, incluyendo una de su hija Lal. Cuando Juliana se entera de la vida y muerte de Lal, una vez más se entristece.
Los dos practican la pieza en Ten Forward, y queda claro que Juliana está preocupada por algo. Ella le pregunta a Data si planea crear otro niño androide. Cuando él le indica que podría hacerlo, ella tiene que admitir que estaba en contra de la creación de Data debido a los problemas que hubo con Lore. En este momento ella se siente tan culpable que reconoce que en la cápsula de escape había espacio suficiente para llevar a Data, pero que ella se había opuesto. Ella tenía tanto miedo de que él se volvería como Lore, que ella abandonó intencionalmente a Data en la superficie del planeta. Ella se va llorando de la Ten Forward.
Al siguiente día Data, Juliana, y Pran, el esposo de esta, bajan a Altrea para instalar las unidades de infusión de plasma. Pran siente la tensión entre Juliana y Data y erróneamente presume que Data está molesto con lo que Juliana le contó. Data le explica que él es incapaz de sentirse ofendido pero está curioso acerca de lo que pasó. ¿Juliana lo habría abandonado en Omicron Theta si él hubiera sido su hijo biológico? Ella reacciona con brusquedad a la pregunta, pero admite que ella no lo hubiera abandonado si él hubiera sido humano. Cuando Data concluye que esto significa que ella valora más la vida biológica sobre la vida tecnológica, ella se siente profundamente ofendida. Ella amó cada androide que ellos crearon, incluso a Lore, y que lo único que la hizo actuar de esa forma fue su temor a que, si Data se volvía maligno como Lore, ellos deberían desmantelarlo como hicieron con este. De regreso a bordo de la Enterprise, Data y Juliana realizan su concierto. Data observa algo raro en Juliana y le pide a la dra. Crusher que examina sus registros médicos y la traza del teletransportador. Excepto por una presión sanguínea un poco alta, algo normal en una mujer de su edad, nada es incorrecto. Data no queda convencido y está a punto de examinar el registro en mayor profundidad cuando el comandante Riker lo llama. Uno de los bolsillos se ha colapsado y se le necesita en la Sala de Teletransportación 2.
Los dos van a la sala de teletransportación y se encuentran con Pran herido. La unidad de infusión ha sido desestabilizada y debe ser calibrada nuevamente, así que Juliana y Data deben bajar para arreglarla. La Enterprise informa que el bolsillo actualmente está estable pero que eventualmente temblara incluso peor. Ellos no pueden esperar a que todo el sistema esté corregido, esa unidad debe ser activada inmediatamente, antes de que se dañe. Ellos terminan el trabajo y regresan al punto de teletransportación, pero encuentran que el mejorador de patrones ha caído en una grieta de 10 metros. No hay forma de descender apoyándose en la pared de la grieta así que la única forma de llegar es saltando. Data insiste en que ellos pueden sobrevivir al salto pero Juliana piensa lo contrario. Así que Data salta arrastrando a Juliana, él aterriza en forma segura pero Juliana no, golpeándose fuertemente. Ella queda inconsciente y su brazo derecho sufre una amputación. Cuando Data examina la herida, él ve una red de circuitos. Julina Tainer es una Ginoide.
Geordi y la dra. Crusher la examinan y quedan fascinados. Ella posee glándulas sudoríparas y conductos lagrimales. Ella no sólo envejece en su apariencia, sino que también tiene un procesador de retroalimentación que transmite señales biológicas humanas falsas. Data, sin embargo, no está sorprendido ya que él había observado características que sugerían que ella era un androide. Ella había realizado el cálculo de ecuaciones matemáticas en forma muy rápida, tal como encontrar la frecuencia correcta para el rayo del fáser cuando había chocado con el mineral. Más tarde él había observado que su pestañeo usa las mismas ecuaciones de Fourier para simular casualidad que las que usa su propio pestañeo, y que su ejecución durante el concierto fue una duplicación nota por nota de su práctica anterior.
En el cerebro positrónico de Juliana, Geordi encuentra un chip de datos con una interfase holográfica. Data activa el chip en la holocubierta y ve a su padre. El Dr. Soong había creado un programa para responder las preguntas de cualquiera que encontrara que Juliana es un androide. Cuando Data revela quien es, esto activa una subrutina específica para responder sus preguntas. Soong explica que su esposa era un ser humano real pero que murió después del ataque de la Entidad Cristalina. Él creó un nuevo androide y uso un escaneo sináptico para poner las memorias de Juliana en este androide. Ella despertó creyendo que era humana y los dos fueron felices. Hasta que ella se desilusionó de su matrimonio, creyendo que Soong amaba más a sus androides que a ella, y lo dejó. Data comienza a decir que ella podría ser feliz si supiera que es un androide, pero Soong lo interrumpe. Juliana está programada para un apagado total en el caso de que ella averigüe lo que es. Soong le ruega a Data que le deje tener su humanidad, ya que ella está programada para morir después de una larga vida.
Data está confundido, parte de él desea hacer lo que su padre le pide y mantener a su madre feliz, pero él también desea compartir ser un androide con su madre. Crusher y Picard deciden que si ella debe enterarse de que es un androide entonces su hijo es quien debe contarle. Troi, se opone, ya que enterarse de que es un androide después de todo el tiempo que ha pasado sería demasiado fuerte. Ella le dice a Data, que de esa forma él le estaría quitando lo que él siempre ha buscado, convertirse en un ser humano.
Data regresa a la enfermería y repone el chip. Cuando él cierra la cabeza de Juliana, ella despierta y le sonríe reconociendo a Data. Él le cuenta que ella cayó en la grieta y se quebró el brazo. Pero que la dra. Crusher lo ha reparado y que todo está bien. Cuando Juliana se prepara a dejar la nave, Data le dice “Mi padre me contó una vez que él había tenido sólo un gran amor en toda su vida. Y que él lamentaba mucho nunca haberle dicho cuanto la amaba. Yo creo que se refería a ti”. Juliana se conmueve y Data acuerda visitar Altrea en sus siguientes vacaciones. Ella se teletransporta al planeta, feliz y deseando ver a su hijo nuevamente.